# Strumigenys leptothrix
Strumigenys leptothrix (лат.) — вид мелких земляных муравьёв рода Strumigenys из подсемейства Myrmicinae (Attini, ранее в Dacetini). Встречается в Восточной Азии: Тайвань.

## Описание
Мелкие муравьи (длина около 2 мм) с сердцевидной головой, расширенной кзади. Проподеум угловатый с парой зубцов. Обладают треугольными жвалами (длина головы HL 0,72—0,78 мм, ширина головы HW 0,48—0,50 мм, мандибулярный индекс MI 11—12). Включён в видовую группу S. leptothrix, представители которой имеют проподеум, вооружённый парой шипов, которые покрыты пластинчатыми ламеллами, а не узкими кутикулярными килями. В верхней части склонений ламелли слиты с вентральным краем проподеального шипа на протяжении части его длины, но вершина шипа обычно свободна. В нижней части склонения ламелла продолжается в округлые пластинчатые проподеальные доли, которые явно не удлинённо-треугольные и острые.
От близких видов отличаются следующими признаками: из семи видов группы только у leptothrix есть ряд прямых простых волосков, выступающих от переднего края скапуса усика. При виде головы в профиль только у leptothrix и S. jacobsoni имеются многочисленные стоячие длинные волоски, которые поднимаются по всей поверхности от заднего края наличника до затылочного края. У S. alecto, S. benten, S. elegantula, S. formosimonticola и S. japonica такие волоски отсутствуют, по крайней мере, на передней половине верхней части головы. Основная окраска коричневая. Стебелёк между грудкой и брюшком состоит из двух члеников: петиолюса и постпетиолюса (последний чётко отделён от брюшка), жало развито. Предположительно, как и близкие виды, специализированные охотники на коллембол.

## Таксономия
Вид был впервые описан в 1929 году американским мирмекологом Уильямом Уилером под названием Strumigenys (Cephaloxys) leptothrix Wheeler, W.M. 1929 по материалам из Тайваня. В дальнейшем несколько раз менял своё систематическое положение и включался в состав родов Smithistruma (с 1948), Weberistruma (с 1949), Pyramica (с 1999) и снова Strumigenys с 2007 года.